# Kummersdorf

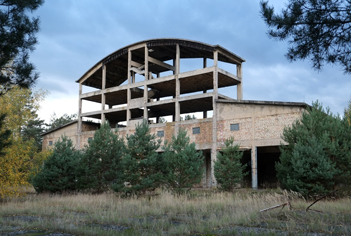
Polígono de pruebas de Luckenwalde

Kummersdorf es el nombre de un antiguo polígono de pruebas alemán cercano a la ciudad de Luckenwalde y situado en las coordenadas 52°05′N 13°20′E / 52.083, 13.333, a unos 25 km al sur de Berlín, en el estado de Brandeburgo. Hasta 1945 Kummersdorf albergó la oficina de armas del Ejército de Alemania, llevando a cabo el desarrollo de nuevas armas y funcionando también como polígono de tiro.
En 1932 se estableció un grupo de investigación del ejército bajo la dirección de Walter Dornberger y que llevó a cabo el desarrollo de los cohetes A1, A2 y A3, propulsados mediante propelentes líquidos. El 16 de julio de 1934, el doctor Kurt Wahmke y dos ayudantes murieron y otro ayudante fue herido durante la explosión de un tanque de propelente que contenía una mezcla de peróxido de hidrógeno y alcohol durante una prueba.
Las instalaciones eran demasiado limitadas para realizar vuelos y pruebas con motores avanzados, por lo que entre 1936 y 1937 el grupo de investigación (en ese momento ya patrocinados por la Luftwaffe) se trasladó a Peenemünde, en la isla de Usedom, en el mar Báltico, que ofrecía más espacio y secretismo. Después de 1938, Kummersdorf fue utilizado para realizar investigaciones nucleares.